# Brynton Lemar
Pour les articles homonymes, voir Lemar (homonymie).
Brynton Lemar, né le 23 janvier 1995, à San Diego en Californie est un joueur américain de basket-ball. Il évolue au poste d'arrière.

## Biographie
Après quatre années universitaires chez les Aggies de l'université de Californie à Davis, il signe, le 6 juillet 2017, son premier contrat professionnel en France au SLUC Nancy Basket. Mais, au début de janvier 2018, il est libéré par le club lorrain.
Le 13 février 2018, il reste dans la seconde division du championnat de France et rejoint l'équipe du Caen Basket Calvados.
Le 23 août 2018, il quitte la France pour la Hongrie où il s'engage avec le Sopron KC.
Arrivé au Mans en mars 2022, Brynton Lemar demande à quitter le club en janvier 2023 car il est frustré de son temps de jeu limité. Son départ est effectif en février.

## Vie privée
Né d'un père Jamaïcain, il dispose d'un double-passeport lui conférant le statut de joueur Cotonou pour le championnat de France.